# Pomnik Wikipedii w Słubicach
Pomnik Wikipedii – pierwszy na świecie pomnik poświęcony współautorom Wikipedii. Został odsłonięty 22 października 2014 roku i zlokalizowany przy placu Frankfurckim w Słubicach.
Pomysłodawcą ponad trzymetrowej wysokości (wraz z postumentem) pomnika jest Krzysztof Wojciechowski, dyrektor administracyjny Collegium Polonicum. Projekt przedstawiający logo Wikipedii w postaci niedokończonej kuli z puzzli, unoszonej przez czworo ludzi (dwóch mężczyzn i dwie kobiety stojących na postumencie symbolizującym stosy książek) zaprojektował ormiański artysta, Mihran Hakobjan, student Collegium Polonicum, stypendysta Funduszu Rodziny Kulczyków
.
Fundatorem pomnika był Urząd Miejski w Słubicach decyzją burmistrza Tomasza Ciszewicza. Jego koszt wyniósł 62 tys. zł.
Pomnik wykonany został przez przedsiębiorstwo Malpol z Nowej Soli z laminatu o wyglądzie mosiądzu w kolorze „starego złota”.
Na postumencie pomnika znajdują się trzy tablice z inskrypcjami pamiątkowymi (po polsku, niemiecku i angielsku).
Odsłonięcie poprzedzone zostało sesją popularnonaukową z udziałem przedstawicieli Wikimedia Foundation z San Francisco, Wikimedia Deutschland i Wikimedia Polska, w tym m.in. prof. Dariusza Jemielniaka, teoretyka zarządzania i aktywnego wikipedysty.
W uroczystości odsłonięcia udział wzięli m.in.: pomysłodawca dr Krzysztof Wojciechowski, projektant Mihran Hakobjan, Garfield Byrd z Wikimedia Foundation, burmistrz Słubic Tomasz Ciszewicz, były burmistrz Słubic dr Ryszard Bodziacki oraz starosta słubicki Andrzej Bycka.
Znajdująca się na tablicy inskrypcja brzmi:

Mihran Hakobjan
Wikipedia
Społeczeństwo Słubic pragnie pomnikiem tym oddać hołd tysiącom anonimowych redaktorów na świecie, dzięki których bezinteresownej pracy powstaje „Wikipedia”, największy projekt współtworzony przez ludzi ponad granicami politycznymi, religijnymi i kulturowymi. W roku odsłonięcia pomnika Wikipedia była dostępna w ponad 280 językach oraz zawierała w sumie ok. 30 milionów haseł. Fundatorzy pomnika są przekonani, że społeczeństwo wiedzy, którego jednym z filarów jest Wikipedia, będzie w stanie zagwarantować zrównoważony rozwój cywilizacji, sprawiedliwość społeczną i pokój między narodami.
22.10.2014

## Galeria

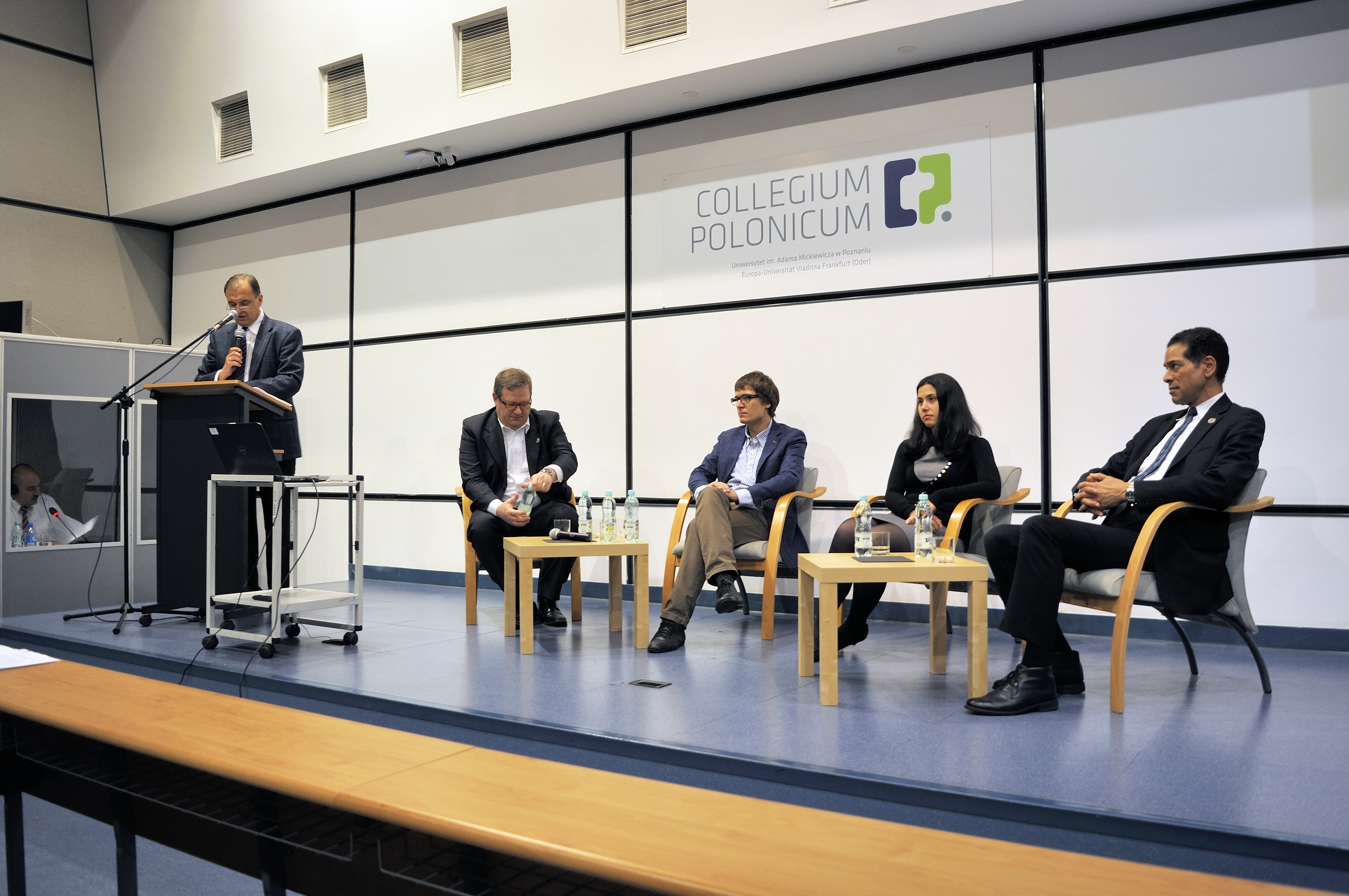
Sympozjum: Krzysztof Wojciechowski, Sebastian Wallroth (WMDE), Dariusz Jemielniak, Natalia Szafran-Kozakowska (WMPL), Garfield Byrd (WMF)
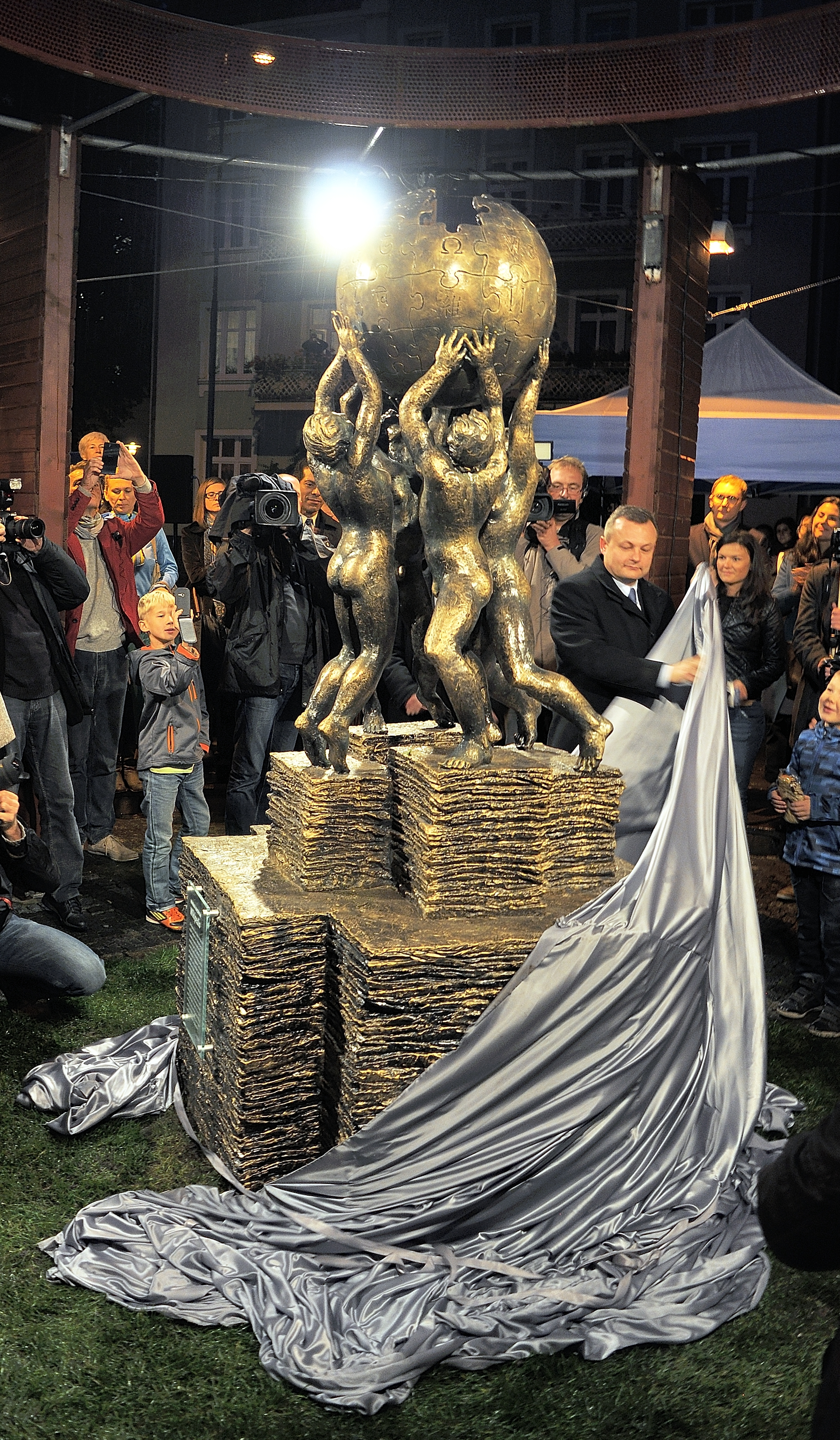
Odsłonięcie
- Wideo z odsłonięcia
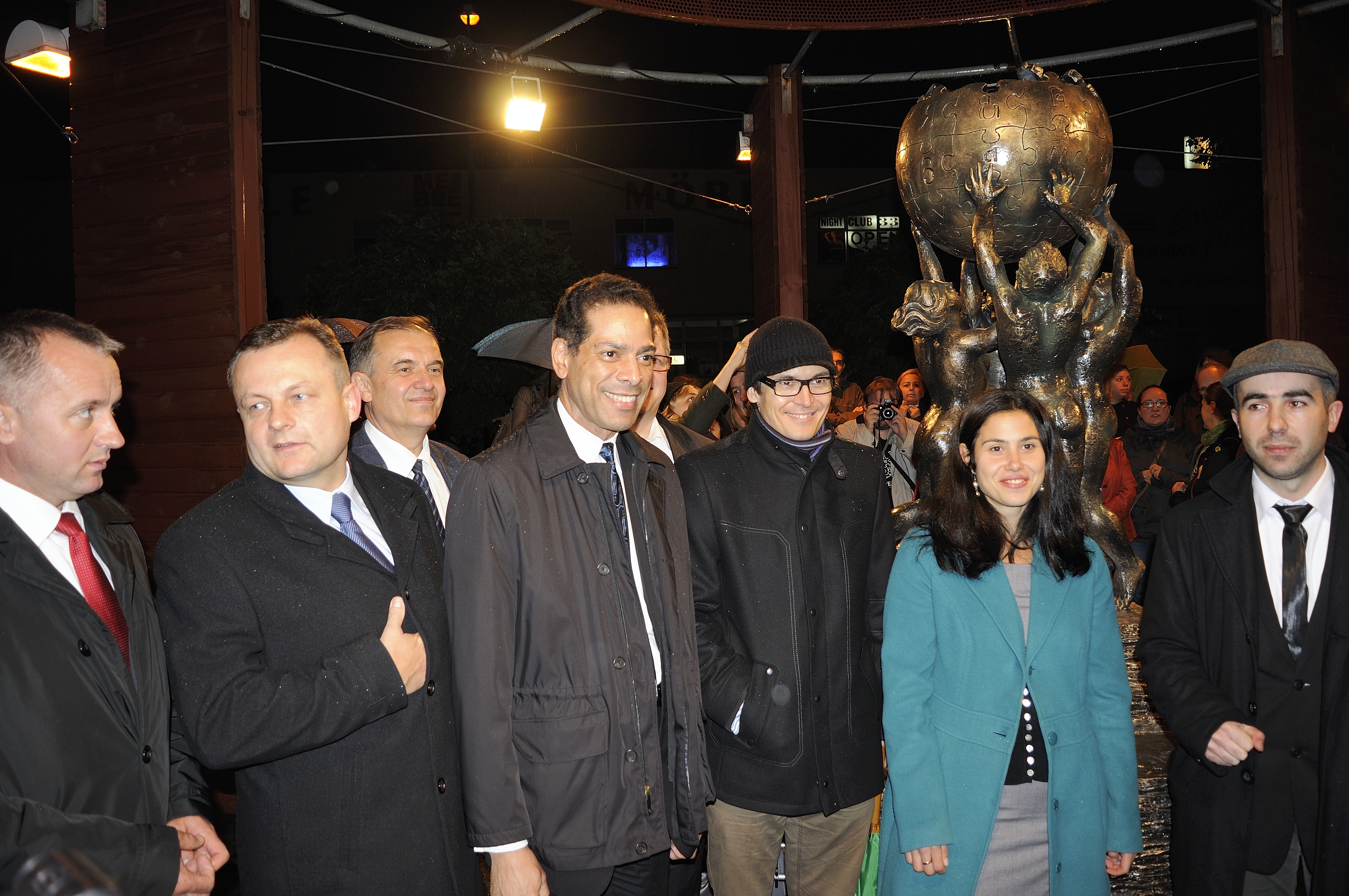
Andrzej Bycka, Tomasz Ciszewicz, Krzysztof Wojciechowski, Garfield Byrd, Dariusz Jemielniak, Natalia Szafran-Kozakowska, Mihran Hakobjan
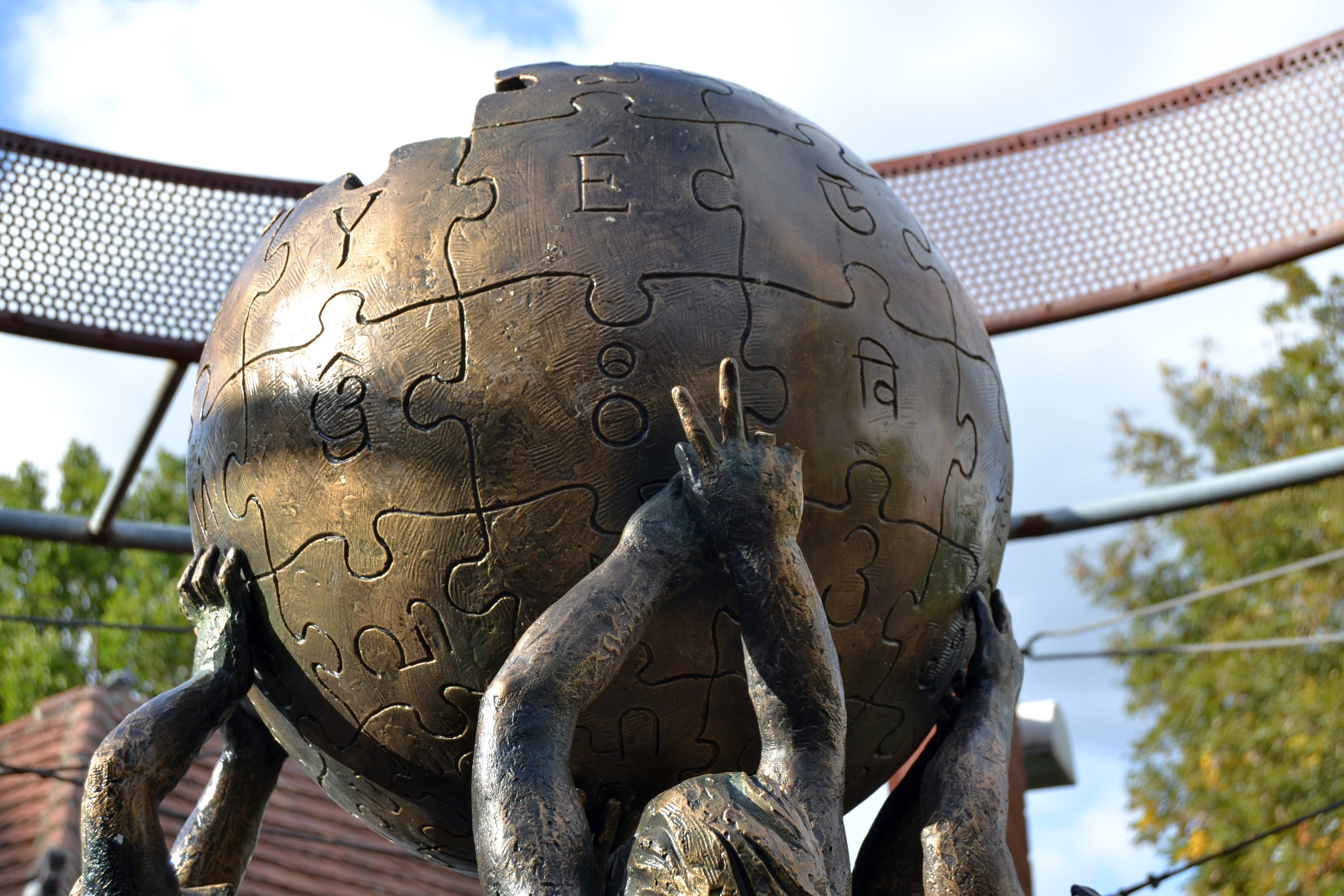
Widoczne zniszczenie na palcach pomnika, stan wrzesień 2019 r.